# Макклеллан, Джеральд
Джеральд Макклеллан (англ. Gerald McClellan; род. 23 октября 1967, Фрипорт, Иллинойс, США) — американский боксёр-профессионал, выступавший в средней и второй средней весовых категориях. Чемпион мира в средней весовой категории (версия WBO, 1991; версия WBC, 1993—1994). Завершил карьеру в 1995 году после тяжёлой травмы мозга, полученной в поединке против Найджела Бенна. В 2003 году журнал The Ring поставил его на 27 место среди 100 лучших панчеров в истории бокса. Лидирует по соотношению побед нокаутом в первом раунде среди боксёров всех весовых категорий, когда-либо выходивших на ринг, в связи с чем известный промоутер Дон Кинг называл Джеральда «Миниатюрным Майком Тайсоном» (хотя Макклеллан опережает Тайсона по проценту нокаутов в первом раунде).

## Биография
Джералд Макклеллан родился в 1967 году.
Выступал на профессиональном ринге с августа 1988 г. по февраль 1995, то есть менее 7 лет. В ноябре 1991 г. завоевал свой первый чемпионский пояс в среднем весе по версии WBO, нокаутировав уже в первом раунде Джона Мугаби. В мае 1993 стал чемпионом в среднем весе по более престижной версии WBC, нокаутировав в пятом раунде Джулиана Джексона и отобрав у того титул. К этому времени слава талантливого средневеса Макклеллана достигает своего пика. Он возглавляет независимые и очень престижные рейтинги «pound-for-pound». В августе 1993 года отстаивает свой чемпионский пояс, отправив претендента Джея Белла в нокаут в первом же раунде. Март 1994 г.-Джилберт Баптист пытается отобрать чемпионский титул у Макклелана и тоже оказывается в нокауте в первом раунде. Через два месяца, в мае 1994 г., новый бой: не смирившийся с поражением Джулиан Джексон пытается вернуть чемпионский пояс. Однако Джексон оказывается в нокауте в первом раунде боя. У Джексона, владевшего титулом до первого боя с Джералдом Макклелланом в 1993 г., в послужном списке перед этим поединком было 49 побед и лишь два поражения (причём одно как раз от Макклеллана).
Впереди уверенно вырисовывался бой с другой звездой, Роем Джонсом, который в то время, в начале 1995 г., «путешествовал между средней весовой категорией (до 72,6 кг) и вторым средним весом (до 76,2 кг), будучи чемпионом по версии IBF в обеих категориях. Оба молодых боксёра двигались сходящимися курсами. Планировалось, что их бой состоится в начале 1996 г. Знатоки и ценители бокса ожидали противостояния, подобного соперничеству Мохаммеда Али и Джо Фрезера в начале 70-х годов. Однако «человек предполагает, а Бог располагает…».
К поединку с Найджелом Бенном, назначенному на 25 февраля 1995 г., отношение у специалистов было однозначным: это для Джералда проходной бой, который принесет ему ещё один чемпионский пояс, на этот раз во втором среднем весе (до 76,2 кг) по версии WBC.
Но британский боксер Найджел Бенн, завоевав в октябре 1992 г. пояс чемпиона мира во втором среднем весе по версии WBC, к моменту боя с Макклелланом в феврале 1995 г. шесть раз успешно защитил его, попутно прибавив к своим титулам ещё и звание чемпиона мира во втором среднем весе по версии WBO. Бенн выбрал себе для ринга прозвище «Dark Destroyer», то есть «Темный разрушитель». Британец Бенн был к тому же патриотом своей страны. В интервью накануне боя с Макклелланом он прямо заявил: «Ни один янки не сможет явиться сюда и побить меня на глазах британских болельщиков, моих болельщиков».
Бой в Лондоне начался по сценарию Джералда Макклеллана. Уже в первом раунде он сильнейшим ударом правой выбил Бенна через канаты с ринга. Британец упал прямо на стол, за которым расположились комментаторы канала ITV. Многочисленные журналисты начали обмениваться понимающими взглядами. Однако Найджел Бенн медленно взобрался в ринг и, хотя и с трудом, довёл раунд до конца. Но с началом второго раунда перед изумленными зрителями предстал совсем другой боксер — агрессивный, по-спортивному злой, яростно атакующий Бенн отнюдь не собирался сдаваться. В восьмом раунде он побывал в нокдауне, но снова бросился в бой. В десятом-дважды отправил Макклеллана в нокдаун, после второго Джералд не смог продолжать бой, и Бенн выиграл техническим нокаутом (ТКО).
Сразу после боя Макклеллан впадает в кому. Интенсивные медицинские мероприятия и последующая операция по удалению гематомы из черепной коробки спасают Джералду жизнь, и через два месяца он выходит из комы. Тяжёлая травма мозга привела к необратимым последствиям. Полностью слепой, почти совсем оглохший и до конца жизни прикованный к инвалидной коляске человек нуждается в круглосуточном уходе. Три его сестры — Лиза, Стейси и Сандра, — и тетушка Лу не оставили его и заботятся о Джералде. У него было три жены (от каждой из которых у него есть по ребенку), однако ни одна не принимала участия в уходе за больным.
Срок действия медицинской страховки истек спустя несколько месяцев после фатального поединка. Джералд Макклеллан остался без пенсии, сбережений и других средств к существованию.
Найджел Бенн проиграл три из пяти последующих боев, утратил все титулы и закончил выступления на ринге в сентябре 1996 г. через полтора года после трагедии в Лондоне.
Через три года, в 1998 г. известный американский журналист, пишущий на темы бокса, Томас Гербаши, взбудоражил американскую общественность рассказом о «Воине, павшем в бою». Одним из действующих боксеров, кто проявил (и продолжает проявлять) большую заботу о Джералде, был Рой Джонс. Они так и не встретились на профессиональном ринге (на любительском встречались, и победу одержал Макклеллан), но Рой поддерживает своего старого друга-соперника.
Спустя двенадцать лет после боя, в 2007 году, Джералд и Найджел впервые встретились после боя на благотворительном мероприятии организованном в поддержку Джералда. Для Джералда было собрано порядка 250000 долларов США.

## 1993-05-08Джеральд Макклеллан -Джулиан Джексон
- Место проведения:  Томас энд Мэк Центр, Лас-Вегас, Невада, США
- Результат: Победа Макклеллана техническим нокаутом в 5-м раунде в 12-раундовом бою
- Статус: Титул WBC в среднем весе (5-я защита Джексона)
- Рефери: Миллс Лейн
- Счет судей: Дэйв Морретти (37-38 Джексон), Терри Смит (37-38 Джексон), Тамотсу Момихара (38-38)
- Вес: Макклеллан 72,60 кг; Джексон 72,10 кг
- Трансляция: Showtime SET

В мае 1993 года состоялся бой двух сильнейших нокаутеров в среднем весе - претендента Джеральда Макклеллана и чемпиона мира по версии WBC Джулиана Джексона. В 5-м раунде Джексон ударил претендента в пах. Макклеллан получил несколько минут передышки. После продолжени боя ближе к концу раунда Макклеллан эффектным левым крюком попал Джексону в челюсть. Чемпион пролетел полринга. Это был тяжелый нокдаун. Чемпион встал, но тут же Макклелан загнал его в угол и начал избивать. Джексон упал. Рефери начал отсчет. Джексон встал на счет 5, но шатался. Его лицо было все в крови. Рефери остановил бой.

## 1993 - 1994
После этого Макклелан дважды успешно защищал свой титул против Джея Белла и Джилберта Баптиста.

## 1994-05-07Джеральд Макклеллан -Джулиан Джексон (2-й бой)
- Место проведения:  ЭмДжиЭм Гранд, Лас-Вегас, Невада, США
- Результат: Победа Макклеллана нокаутом в 1-м раунде в 12-раундовом бою
- Статус: Титул WBC в среднем весе (3-я защита Макклеллана)
- Рефери: Джо Кортес
- Вес: Макклеллан 72,60 кг; Джексон 72,60 кг
- Трансляция: Showtime SET

Ровно через год после 1-го боя в мае 1994 года состоялся реванш между Джеральдом Макклелланом и Джулианом Джексоном. Чемпион сразу же набросился на претендента. В сумбурной атаке Макклелан выбросил огромное количество ударов и прижал Джексона к канатам. После того как канаты удержали Джексона от падения, рефери отсчитал ему нокдаун. После продолжения боя Макклеллан вновь набросился на претендента и левым крюком по печени заставил его согнуться, а следующим ударом по затылку отправил его на настил. Тем не менее, решающим ударом был крюк по печени. Джексон не смог подняться на счёт 10, и рефери зафиксировал победу чемпиона нокаутом.
Вскоре после этого боя Макклеллан перешёл в суперсредний вес.

## 1995-02-25Найджел Бенн -Джеральд Макклеллан
- Место проведения:  Нью Лондон Арена, Миллуолл, Лондон, Великобритания
- Результат: Победа Бенна нокаутом в 10-м раунде в 12-раундовом бою
- Статус: Титул WBC во 2-м среднем весе (7-я защита Бенна)
- Рефери: Альфред Асаро
- Счет судей: Франц Марти (84-84), Хосе Джей Гуэрра (84-87 Макклеллан), Анек Хонгтонгкам (84-85 Макклеллан)
- Вес: Бенн 76,20 кг; Макклеллан 74,80 кг
- Трансляция: Showtime

В феврале 1995 года Макклеллан отправился в Англию на бой против местного чемпиона в суперсреднем весе по версии WBC Найджела Бенна. Бой получился очень зрелищным. Макклеллан сразу же набросился на Бенна. Он зажал его у канатов и под градом ударов послал его в нокдаун. Бенн вывалился за канаты. Рефери немного затянул с продолжением боя. Макклеллану не хватило мощи нокаутировать сразу противника. Дальше он контролировал бой, избивая противника. В 8-м раунде он зажал Бенна у канатов и послал его в нокдаун. Тем не менее чемпион держался. В середине 9-го раунда Бенн, потеряв при нанесении удара равновесие и падая, попадает головой в лицо Макклеллану. Ближе к концу боя стало заметно, что с Макклелланом что-то не так - он странно держал капу и часто моргал. В 10-м раунде он дважды садился на колено. После 2-го раза он не встал на счет 10 и бой остановили. Макклеллан пошёл в свой угол и потерял сознание. Его унесли на носилках. А по пути в раздевалку теряет сознание и Бенн. Бой закончился трагедией: Макклеллан получил травму мозга и был навсегда парализован, также он ослеп, и почти полностью оглох. Поединок получил статус "бой года" по версии журнала "Ринг".